# Brušperk
Brušperk (în germană Braunsberg) este o comună și un oraș în districtul Frýdek-Místek din regiunea Moravia-Silezia din Cehia. Are o populație de aproximativ 4.200 de locuitori.
Centrul istoric al orașului este bine conservat și este protejat prin lege ca zonă de monumente urbane.

## Etimologie
Orașul a fost inițial denumit Brunsberg, care are sensul de „dealul lui Bruno”. A fost numit după fondatorul său, episcopul Bruno von Schauenburg⁠(d).

## Geografie
Brušperk se află la aproximativ 8 kilometri (5 mi) vest de Frýdek-Místek și la 10 kilometri (6 mi)de Ostrava. Se găsește la  poalele dealurilor Podbeskydy (în cehă: Podbeskydská pahorkatina) pe un teren relativ plat. 
Cel mai înalt punct al comunei este dealul Na Vrších, aflat la o altitudine de 312 metri (1.024 ft) deasupra nivelului mării. 
Râul Ondřejnice curge prin oraș.

## Istorie

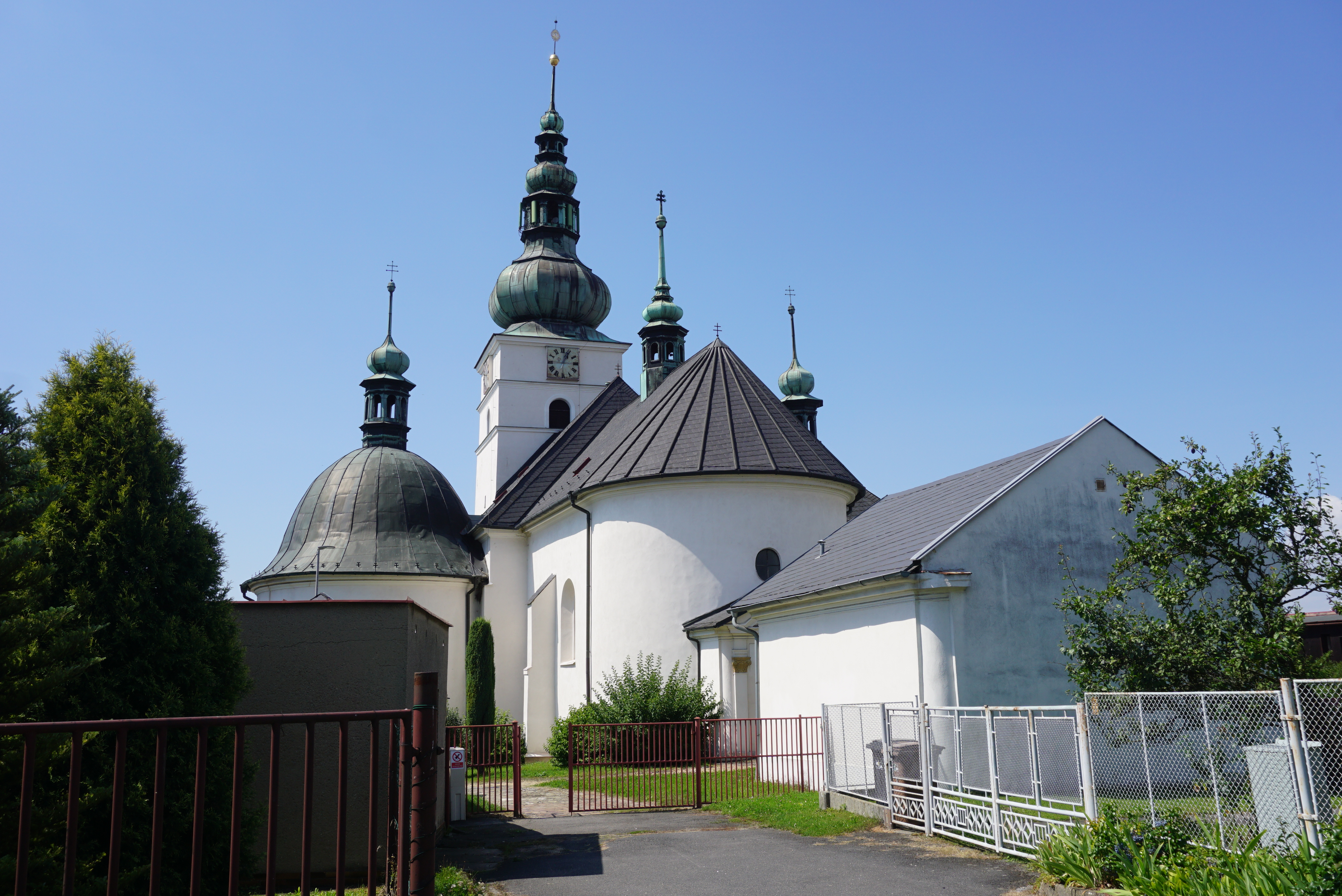
Biserica „Sfântul Gheorghe”

Prima mențiune scrisă a orașului Brušperk datează din anul 1270, când a fost deja menționat ca oraș. Un document care menționează Brušperk în 1269 s-a dovedit un fals.
Orașul a fost probabil fondat în 1267 sau 1268. A fost unul dintre centrele administrative și piață ale moșiei Hukvaldy. Orașul a primit numeroase drepturi de la episcopii de Olomouc, inclusiv privilegiul de a construi fortificații.
După înăbușirea revoltei iobagilor din 1598–1599, Brušperk anterior protestant a redevenit un oraș predominant catolic până la sfârșitul secolului al XVII-lea. Recatolicizarea a fost foarte intensă în timpul Războiului de Treizeci de Ani. Brušperk a fost unul dintre orașele cele mai afectate de război. Între 1619 și 1627 a fost jefuit de mai multe ori, iar după ocupația suedezilor din 1643, populația a fost parțial ucisă, iar clădirile distruse.
Orașul și-a revenit după pagubele provocate de război la începutul secolului al XVIII-lea. Dezvoltarea producției de draperii, care a devenit în curând principala meșteșugărie, a jucat un rol important în reînnoirea orașului. Brušperk s-a extins, dar dezvoltarea sa s-a încheiat în anii 1830, după ce industria a început să se dezvolte în orașele din jur, iar importanța sa a scăzut parțial.

## Transporturi
Nu există căi ferate sau drumuri principale care să treacă prin comună.

## Obiective turistice

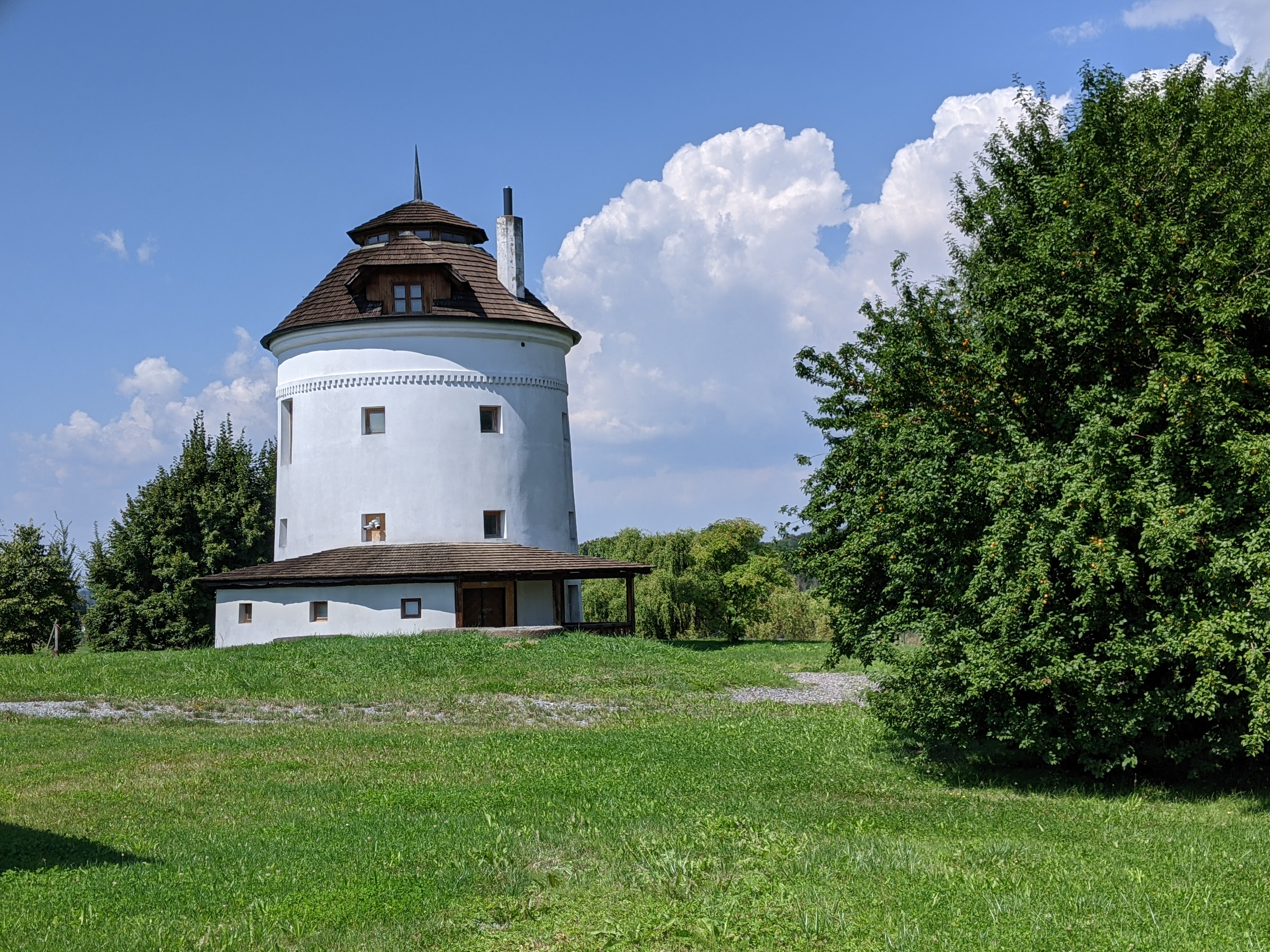
Moară de vânt olandeză

În centrul istoric se află Piața J. A. Komenský, cu statui baroce ale Sfintei Treimi și ale Sfântului Ioan Nepomuk, precum și cu case burgheze cu arcade bine conservate. 
Principalul obiectiv turistic este Biserica „Sfântul Gheorghe”, care are un turn cu o înălțime de 43 metri (141 ft). Zona bisericii este înconjurată de un zid și include Calea Crucii.
Un monument istoric este o moară de vânt olandeză, care a fost construită în jurul anului 1830. Lamele și echipamentul tehnic nu s-au păstrat.